# Aj Čching
Aj Čching (čínsky pchin-jinem Aì Qīng, znaky 艾青, 16. prosince 1910, provincie Če-ťiang – 5. května 1996) byl čínský básník, považovaný za jednoho z největších čínských lyriků 20. století.

## Jména
Aj Čching byl umělecký pseudonym, jeho vlastní jméno bylo Ťiang Čeng-chan (čínsky pchin-jinem Jiǎng Zhènghán, znaky zjednodušené 蒋正涵, tradiční 蔣正涵), používal též pseudonym Ťiang Chaj-čcheng (čínsky pchin-jinem Jiǎng Hǎichéng, znaky zjednodušené 蒋海澄, tradiční 蔣海澄).

## Život
Od roku 1929 studoval ve Francii malířství. V roce 1932 se vrátil do Šanghaje kde začal psát poezii (vliv na něj měla avantgarda, například Majakovskij); pro účast v levicovém odboji proti japonské invazi byl až do roku 1935 vězněn Kuomintangem. Následujícího roku vydal svůj debut Ta-jen-che (jméno jeho chůvy), v roce 1939 jedno ze svých mistrovských děl, Sever (Pej-fang). Poté následovalo jeho nejplodnější období, kdy do roku 1942 putoval po zemi a poznával čínský venkov. Básně z této doby jsou chmurné obrazy plné teskné atmosféry zoufalství i naděje.
Do padesátých let se účastnil komunistických aktivit. V této době začal být také překládán. Kromě poezie psal i teoretické knihy o literatuře. V roce 1958 byl obviněn z "pravičáctví“ a během Kulturní revoluce vězněn v různých pracovních táborech. Znovu publikovat směl až od roku 1978. O dva roky později podnikl svou druhou cestu do Francie, kde jej v roce 1985 François Mitterrand jmenoval rytířem Řádu umění a literatury. Jeho synem je čínský výtvarník a politický aktivista Aj Wej-wej, spoluautor návrhu Olympijského stadiónu v Pekingu.

## Dílo

### Básnické sbírky
- Ta-jen-che (1936), básně věnované vzpomínce na dětství a na prostou chůvu, podle které je sbírka pojmenována,
- Siang tchaj-jang (1938, Za sluncem),
- Pej-fang (1939, Sever),
- Li-ming ti tchung-č’ (1939, Zvěst o svítání),
- Tcha s’-la ti-er-cch’ (1939, Zemřel podruhé),
- Kchuang jie (1940, Pustina),
- Chuo-pa (1940, Pochodeň),
- Siang š’-tie süan-pu (1942, Provolání ke světu),
- Chuan-chu-ti (1952, Radostné volání),
- Pao-š’-ti chung-sing (1953, Rubínové hvězdy),
- Čchun-tchien (1956, Jaro),
- Chaj-tia-šang (1956, Na modrém útesu),
- Čchuilai de čche (1980, Píseň návratu).

### Eseje
- Š’-lun (1940, Rozpravy o poezii),
- Sin wen-i hun-ťi (1956, Stati o moderní literatuře a umění).

## Aj Čching v češtině
Do češtiny byly přeloženy jeho básně Mám rád tuto zemi, Trakař, Podzim (Nový Orient 8, 1953), a Jsou rybníky v zimě… (Sto moderních básníků, Československý spisovatel, 1967). V posledně jmenované knize se na str. 12 píše: „stal se obětí jednoho z nejbrutálnějších útoků tehdejší čistky a dnes není o jeho osudu nic známo“.) Dále vyšly básně v antologii čínské poezie dvacátých a čtyřicátých let Stříbrný kůň (SNKLU, 1964). Všechny básně přeložila Dana Heroldová-Šťovíčková. 
V roce 2024 vyšel výbor z převážně rané tvorby pod názvem Marseille a jiné básně (vydala Univerzita Karlova, Filozofická fakulta). Překlad: Karina Kapounová a Olga Lomová.